# جبريل فيلدينغ
جبريل فيلدينغ (بالإنجليزية: Gabriel Fielding)‏ (25 مارس 1916 - 27 نوفمبر 1986)؛ روائي بريطاني. درس في كلية الثالوث.